# Cynthia huntera
Cynthia huntera är en fjärilsart som beskrevs av Fabricius 1775. Cynthia huntera ingår i släktet Cynthia och familjen praktfjärilar. Inga underarter finns listade i Catalogue of Life.